# Оук-Гроув-Вілледж (Міссурі)
Оук-Гроув-Вілледж (англ. Oak Grove Village) — селище (англ. village) в США, в окрузі Франклін штату Міссурі. Населення — 412 особи (2020).

## Географія
Оук-Гроув-Вілледж розташований за координатами 38°13′40″ пн. ш. 91°8′58″ зх. д. / 38.22778° пн. ш. 91.14944° зх. д. (38.227763, -91.149485).  За даними Бюро перепису населення США в 2010 році селище мало площу 1,65 км², уся площа — суходіл.

## Демографія
Згідно з переписом 2010 року, у селищі мешкало 509 осіб у 216 домогосподарствах у складі 114 родин. Густота населення становила 309 осіб/км².  Було 243 помешкання (148/км²).
Расовий склад населення:
| - 96,5 % — білих - 0,4 % — корінних американців - 0,4 % — чорних або афроамериканців - 0,2 % — азіатів |

До двох чи більше рас належало 2,4 %. Частка іспаномовних становила 1,8 % від усіх жителів.
За віковим діапазоном населення розподілялося таким чином: 25,3 % — особи молодші 18 років, 60,4 % — особи у віці 18—64 років, 14,3 % — особи у віці 65 років та старші. Медіана віку мешканця становила 33,6 року. На 100 осіб жіночої статі у селищі припадало 92,1 чоловіків;  на 100 жінок у віці від 18 років та старших — 85,4 чоловіків також старших 18 років.
Середній дохід на одне домашнє господарство  становив 37 379 доларів США (медіана — 26 875), а середній дохід на одну сім'ю — 42 930 доларів (медіана — 33 281). Медіана доходів становила 31 250 доларів для чоловіків та 23 542 долари для жінок. За межею бідності перебувало 32,3 % осіб, у тому числі 42,9 % дітей у віці до 18 років та 28,8 % осіб у віці 65 років та старших.
Цивільне працевлаштоване населення становило 184 особи. Основні галузі зайнятості: мистецтво, розваги та відпочинок — 26,6 %, освіта, охорона здоров'я та соціальна допомога — 17,9 %, роздрібна торгівля — 14,7 %, будівництво — 13,0 %.